# Tönisvorst
Tönisvorst är en stad i Kreis Viersen i Regierungsbezirk Düsseldorf i förbundslandet Nordrhein-Westfalen i Tyskland. Den bildades den 1 januari 1970 genom sammanslagning av de båda kommunerna Sankt Tönis och Vorst, plus delar av Anrath, Neersen och Oedt.